# 第2號丹戎舞曲
《第2號丹戎舞曲》（Danzón No. 2），是墨西哥作曲家阿图罗·馬奎茲於1994年完成創作的管絃樂作品，是其中一首他最廣為熟識的作品。自指揮家古斯塔沃·杜達美於2007年帶領西蒙·玻利瓦交響樂團作世界巡迴時把此曲納入為常備演奏曲目之一，促使作品很快便成為馳名於世的作品。更被墨西哥政府授予為繼荷西·巴勃羅·蒙卡約的《華潘戈舞》後第二首最著名的墨西哥音樂作品。
樂曲由墨西哥國立自治大學所委約創作，並於1994年3月5日於大學內的文化中心「內薩瓦爾科約特爾演奏廳」（Sala Nezahualcóyotl）內作首演，由法蘭西斯科·薩文指揮，作曲家把樂曲題獻給自己的女兒莉莉（Lily Márquez）。
馬奎茲現時共創作了九首丹戎舞曲，但其他的知名度始終遠遠不及本曲。

## 創作背景
1993年，作曲家與兩位友人：舞蹈家艾琳·馬丁尼茲（Irene Martínez）及畫家安德烈斯·豐塞卡（Andrés Fonseca）前往馬利納爾科（Malinalco）旅遊。期間兩人在一個舞廳中跳起了當地流行傳統舞蹈「丹戎舞」，作曲家被這種舞蹈的節奏所吸引着，因而嘗試去認識它的節奏、曲式及旋律規律，他及後亦前往維拉克魯茲、科洛尼亞奧布雷拉等地作研究，還找來一些舊錄音去聆聽，後來譜成了本曲。

## 配器
此曲採用了最傳統的配器法，木管樂器基本上以雙管編制，銅管樂器以「4、2、3、1」方式處理：
- 木管樂器：2長笛（其中第2長笛兼任短笛、2雙簧管、2單簧管（B♭調）、2巴松管
- 銅管樂器：4圓號、2小號、3長號、大號
- 敲擊樂器：定音鼓、擊木、大鼓、小鼓、吊鈸、刮瓜、3筒鼓
  - 有時，某些指揮家亦會額外加入康加鼓或邦哥鼓、以「隨意」（Ad libitum）的方式演奏。作曲家於2017年指揮邁亞密大學交響樂團演奏此曲時，亦有加入康加鼓。而吊鈸、筒鼓及小鼓又可以爵士鼓代替。
- 鍵盤樂器：鋼琴
- 絃樂器：第1小提琴、第2小提琴、中提琴、大提琴、低音提琴

除管絃樂版本，後來亦出版了管樂團、鋼琴獨奏及鋼琴四手聯彈的改編版本。

## 外部連結
- Peer Music 《第2號丹戎舞曲》的網上預覧樂譜版本。 （页面存档备份，存于）